# Scoot McNairy
John Marcus „Scoot” McNairy (ur. 11 listopada 1977 w Dallas) – amerykański aktor i producent. Znany ze swoich ról w filmach: Strefa X (2010), Operacja Argo (2012), Non-Stop (2014) oraz Zaginiona dziewczyna (2014).

## Życiorys
John urodził się w Dallas w Teksasie jako syn Alicii Ann McNairy (z domu Merchant) i Stewarta Halla McNairy. Ma starszego brata. Chociaż dorastał w Dallas, wakacje i weekendy spędzał na ranczo w Paris w Teksasie. Dorastał z dysleksją, zainteresował się filmami, ponieważ czytanie sprawiało mu trudności. Ukończył studia na Uniwersytecie Teksańskim w Austin. Pracował jako stolarz i scenograf na planach filmowych.
W 2009 otrzymał Nagrodę im. Johna Cassavetesa za rolę 29-letniego Wilsona, który właśnie przeżył najbardziej nieszczęśliwy rok swojego życia, niedawno przybył do Los Angeles, jest sam i bez pieniędzy, gdy zbliża się Sylwester w komedii romantycznej Pocałunek o północy (In Search of a Midnight Kiss, 2007).
14 czerwca 2010 ożenił się z aktorką Whitney Able. Para zaczęła się spotykać w Los Angeles około pół roku przed wspólnym występem w filmie Strefa X. W listopadzie 2019 Whitney Able poinformowała w mediach społecznościowych o rozwodzie ze Scootem McNairy.

## Filmografia

### Aktor
| Rok  | Tytuł                                   | Rola                    | Uwagi                |
| ---- | --------------------------------------- | ----------------------- | -------------------- |
| 2001 | Wrong Numbers                           | Russell                 |                      |
| 2002 | Plugged In                              |                         | Film krótkometrażowy |
| 2003 | Sexless                                 | Ryan                    |                      |
| 2003 | Wonderland                              | Jack                    |                      |
| 2003 | Silenced                                | Przyjaciel              | Film krótkometrażowy |
| 2004 | D.E.B.S.                                | Stoner                  |                      |
| 2004 | White Men in Seminole Flats             | Dale                    | Film krótkometrażowy |
| 2004 | Piżama party                            | DJ w klubie             |                      |
| 2005 | Garbi: super bryka                      | Augie                   |                      |
| 2006 | Murder 101                              | Panache                 | Film telewizyjny     |
| 2006 | Marcus                                  | Charles                 |                      |
| 2006 | Akademia tajemniczych sztuk pięknych    | Gość w wojskowej kurtce |                      |
| 2006 | Bobby                                   | Beatnik                 |                      |
| 2006 | The Shadow Effect                       | Harold Grey             | Film krótkometrażowy |
| 2006 | Mr. Fix It                              | Dan                     |                      |
| 2006 | More, Patience                          | Jake                    | Film telewizyjny     |
| 2007 | Pocałunek o północy                     | Wilson                  |                      |
| 2007 | Blind Man                               | Sparky Collins          |                      |
| 2008 | Wednesday Again                         | Peter                   |                      |
| 2008 | Murder 101: New Age                     | Panache                 | Film telewizyjny     |
| 2009 | The Resurrection of Officer Rollins     | Strzelec                | Film krótkometrażowy |
| 2009 | Mr. Sadman                              | Stevie                  |                      |
| 2009 | Shipping and Receiving                  | Steve Porter            | Film krótkometrażowy |
| 2009 | Cop Out                                 | Mike Singbush           | Film krótkometrażowy |
| 2010 | Wreckage                                | Frank Jeffries          |                      |
| 2010 | Everything Will Happen Before You Die   | Matt                    |                      |
| 2010 | Strefa X                                | Andrew Kaulder          |                      |
| 2010 | Wes and Ella                            | Wes                     |                      |
| 2011 | Amor Fati                               | Teddy                   | Film krótkometrażowy |
| 2011 | The Off Hours                           | Corey                   |                      |
| 2011 | A Night in the Woods                    | Brody Cartwright        |                      |
| 2011 | Angry White Man                         | Walt                    |                      |
| 2011 | B-                                      | John Baker              | Film krótkometrażowy |
| 2012 | The Napkin                              | Pete                    | Film krótkometrażowy |
| 2012 | Zabić, jak to łatwo powiedzieć          | Frankie                 |                      |
| 2012 | Operacja Argo                           | Joe Stafford            |                      |
| 2012 | Promised Land                           | Jeff Dennon             |                      |
| 2013 | Dotykalscy                              | Jesse                   |                      |
| 2013 | A Light Repast                          |                         | Film krótkometrażowy |
| 2013 | Zniewolony. 12 Years a Slave            | Brown                   |                      |
| 2013 | Dragon Day                              | Phil                    |                      |
| 2014 | Frank                                   | Don                     |                      |
| 2014 | Non-Stop                                | Tom Bowen               |                      |
| 2014 | Marvel One-Shot: Niech żyje król        | Jackson Norris          | Film krótkometrażowy |
| 2014 | The Rover                               | Henry                   |                      |
| 2014 | Zaginiona dziewczyna                    | Tommy O’Hara            |                      |
| 2014 | Morze Czarne                            | Daniels                 |                      |
| 2015 | Lamb                                    | Jesse                   |                      |
| 2015 | Kryzys to nasz pomysł                   |                         |                      |
| 2016 | Batman v Superman: Świt sprawiedliwości |                         |                      |
| 2016 | War Machine                             |                         | post-produkcja       |

| Rok       | Tytuł                             | Rola                 | Uwagi                                       |
| --------- | --------------------------------- | -------------------- | ------------------------------------------- |
| 2004      | Good Girls Don't...               | Henry                | Odcinek: „My Best Friend Is a Big Fat Slut” |
| 2005      | Sześć stóp pod ziemią             | Trevor               | Odcinek: „All Alone”                        |
| 2005      | Krok od domu                      | T.J.                 | Odcinek: „Meth Murders”                     |
| 2006      | Jake in Progress                  | Dean Thomas Stilton  | 2 odcinki                                   |
| 2007      | Jak poznałem waszą matkę          | Pracownik fast foodu | Odcinek: „Something Blue”                   |
| 2008      | Świat gliniarzy                   | Doug Obermyer        | Odcinek: „Snitch”                           |
| 2008      | Na imię mi Earl                   | Bed Bug              | Odcinek: „Quit Your Snitchin'”              |
| 2008      | Jedenasta godzina                 | Rudy Callistro       | Odcinek: „Surge”                            |
| 2009      | CSI: Kryminalne zagadki Las Vegas | Vitas Long           | Odcinek: „Lover’s Lanes”                    |
| 2011      | The Whole Truth                   |                      | Odcinek: „The State Calls Kathryn Peale”    |
| 2007–2011 | Kości                             | Noel Liftin          | 3 odcinki                                   |
| 2012–     | Axe Cop                           | Scoot; Sun Thief     | Głos, 3 odcinki                             |
| 2014–     | Halt and Catch Fire               | Gordon Clark         | 21 odcinków                                 |
| 2018–2021 | Narcos: Meksyk                    | narrator             |                                             |

### Producent
| Rok  | Tytuł                    | Uwagi                |
| ---- | ------------------------ | -------------------- |
| 2007 | Pocałunek o północy      |                      |
| 2012 | Please, Alfonso          | Film krótkometrażowy |
| 2013 | Straight A’s             |                      |
| 2014 | Monsters: Dark Continent |                      |
| 2015 | Frank and Cindy          |                      |